# Benjamin Blümchen (Film)
Benjamin Blümchen ist der erste Kinofilm über die Hörspiel- und Zeichentrickfigur Benjamin Blümchen. Bei dem Film handelt es sich um eine Kombination aus Realfilm und Computeranimation. Der Film kam am 1. August 2019 ins Kino.

## Handlung
In den Ferien darf Otto zu Benjamin in den Zoo. Der Bürgermeister holt Zora Zack mit dem Auftrag, den Zoo zu modernisieren.
Herr Tierlieb ist nicht glücklich, kann sich aber nicht wehren. Otto ist misstrauisch, was Zora Zack betrifft. Diese versucht, Benjamin zum neuen Gesicht des Zoos zu machen.
Otto kann Benjamin überreden, dass sie prüfen, welche Pläne Zora mit dem Zoo hat. Bei dem Einbruch in ihr Labor zerstört Benjamin versehentlich das Modell des neuen Zoos, so dass keine Beweise mehr vorliegen. Benjamin und Otto verkrachen sich. Zora traut Benjamin nicht mehr und will ihn nach China verschicken. Otto fährt mit Karla und Karl in den Hafen und rettet Benjamin. Walter Weiß hatte ein Gespräch aufgenommen, das Zoras Pläne offenbart. Der Bürgermeister unterschreibt den Vertrag mit Zora nicht.

## Veröffentlichung
Im August 2018 wurde ein Teaser veröffentlicht, im März 2019 folgte ein Trailer.
Die Premiere erfolgte am 20. Juli 2019 im Cinedom in Köln. Der Film spielte laut Box Office Mojo 2,0 Millionen US-Dollar, rund 1,7 Millionen Euro, ein.

## Kritiken
Christiane Bosch von der Mainzer Allgemeinen Zeitung schreibt über den Film: „‚Benjamin Blümchen‘ von Regisseur Tim Trachte hat alles, was ein schöner Kinderfilm braucht. Eine kleine, aber feine (Abenteuer-)Geschichte. Eine unaufgeregte und doch spannende Erzählweise, liebevolle Kulissen, ein paar Witze zum Kichern und Losprusten und eine unaufdringliche und doch klare Botschaft.“ Ralf Krämer von der Berliner Morgenpost bemängelt hingegen, dass die Geschichte „bisweilen recht holperig daherkommt“ und auch „zu einigen wohlfeilen Plattitüden neigt“.

## Trivia
Zu Beginn des Films spielt Tierpfleger Karl mit seiner Band Zoomaniacs ein Konzert anlässlich der Tombola zur Rettung des Zoos. Er kündigt dabei einen Klassiker an und beginnt zu singen: „Auf ’ner schönen grünen Wiese liegt ein großer grauer Berg, streckt die Beine in den Himmel, neben ihm da steht ein Zwerg! Nein, der Zwerg das ist ja Otto und der Berg ein Elefant, der ist freundlich und kann sprechen und ist überall bekannt und liegt gerne in der Sonne, um ihn rum da schwirren Bienchen.“ Bis zur Folge 57 war das der Text der Hörspiel-Titelmelodie.